# Vitbröstad mesit
Vitbröstad mesit (Mesitornis variegatus) är en hotad fågel i familjen mesiter inom ordningen mesitfåglar. Liksom de övriga arterna i familjen förekommer den endast på Madagaskar.

## Utseende
Vitbröstad mesit är en 31 cm lång ralliknande och marklevande fågel med fyllig stjärt och rätt litet huvud. Ovansidan är rostbrun med en grå fläck på övre delen av manteln och ett brett, mörkkantat ögonbrynsstreck. Näbben är rätt kort, rak och mörkgrå. På huvudet syns även en blåaktig ögonring, vitaktigt ansikte och svart mustaschstreck som övergår i ett ljust kastanjebrunt bröstband. Nedre delen av bröstet täcks av spridda svarta halvmånar, medan buken är tättbandat svartfläckig.

## Utbredning och systematik
Fågeln förekommer i lövfällande torrskogar på västra Madagaskar. Den behandlas som monotypisk, det vill säga att den inte delas in i några underarter. 

## Status och hot
Internationella naturvårdsunionen IUCN behandlar arten som utrotningshotad och placerar den i hotkategorin sårbar. Utbredningsområdet är litet och fragmenterat och det minskar i omfång. Till följd av detta tros artens population minska i antal, sannolikt kraftigt. Världspopulationen uppskattas idag till 5300 vuxna fåglar.